# Screen Actors Guild Awards 2018
Screen Actors Guild Awards 2018 var den 24:e upplagan av Screen Actors Guild Awards som belönade skådespelarinsatser i filmer och TV-produktioner från 2017, och hölls den 21 januari 2018. Kristen Bell var årets värd.

## Vinnare och nominerade
Nomineringarna tillkännagavs den 13 december 2017. Vinnarna listas i fetstil.

### Filmer
| Bästa manliga huvudroll - Gary Oldman – Darkest Hour - Timothée Chalamet – Call Me by Your Name - James Franco – The Disaster Artist - Daniel Kaluuya – Get Out - Denzel Washington – Roman J. Israel, Esq. | Bästa kvinnliga huvudroll - Frances McDormand – Three Billboards Outside Ebbing, Missouri - Judi Dench – Victoria & Abdul - Sally Hawkins – The Shape of Water - Margot Robbie – I, Tonya - Saoirse Ronan – Lady Bird |
| Bästa manliga biroll - Sam Rockwell – Three Billboards Outside Ebbing, Missouri - Steve Carell – Battle of the Sexes - Willem Dafoe – The Florida Project - Woody Harrelson – Three Billboards Outside Ebbing, Missouri - Richard Jenkins – The Shape of Water | Bästa kvinnliga biroll - Allison Janney – I, Tonya - Mary J. Blige – Mudbound - Hong Chau – Downsizing - Holly Hunter – The Big Sick - Laurie Metcalf – Lady Bird                                                     |
| Bästa rollbesättning i en film - Three Billboards Outside Ebbing, Missouri – Abbie Cornish, Peter Dinklage, Woody Harrelson, John Hawkes, Lucas Hedges, Željko Ivanek, Caleb Landry Jones, Frances McDormand, Clarke Peters, Sam Rockwell och Samara Weaving - The Big Sick – Adeel Akhtar, Holly Hunter, Zoe Kazan, Anupam Kher, Kumail Nanjiani, Ray Romano och Zenobia Shroff - Get Out – Caleb Landry Jones, Daniel Kaluuya, Catherine Keener, Stephen Root, Lakeith Stanfield, Bradley Whitford och Allison Williams - Lady Bird – Timothée Chalamet, Beanie Feldstein, Lucas Hedges, Tracy Letts, Stephen McKinley Henderson, Laurie Metcalf, Jordan Rodrigues, Saoirse Ronan, Odeya Rush, Marielle Scott och Lois Smith - Mudbound – Jonathan Banks, Mary J. Blige, Jason Clarke, Garrett Hedlund, Jason Mitchell, Rob Morgan och Carey Mulligan | |
| Bästa stuntensemble i en film - Wonder Woman - Apornas planet: Striden - Baby Driver - Dunkirk - Logan – The Wolverine | |

### Television
| Bästa manliga skådespelare i en dramaserie - Sterling K. Brown – This Is Us - Jason Bateman – Ozark - Peter Dinklage – Game of Thrones - David Harbour – Stranger Things - Bob Odenkirk – Better Call Saul | Bästa kvinnliga skådespelare i en dramaserie - Claire Foy – The Crown - Millie Bobby Brown – Stranger Things - Laura Linney – Ozark - Elisabeth Moss – The Handmaid's Tale - Robin Wright – House of Cards                                      |
| Bästa manliga skådespelare i en komediserie - William H. Macy – Shameless - Anthony Anderson – Black-ish - Aziz Ansari – Master of None - Larry David – Simma lugnt, Larry! - Sean Hayes – Will & Grace - Marc Maron – GLOW | Bästa kvinnliga skådespelare i en komediserie - Julia Louis-Dreyfus – Veep - Uzo Aduba – Orange Is the New Black - Alison Brie – GLOW - Jane Fonda – Grace and Frankie - Lily Tomlin – Grace and Frankie                                        |
| Bästa manliga skådespelare i en TV-film eller miniserie - Alexander Skarsgård – Big Little Lies - Benedict Cumberbatch – Sherlock: The Lying Detective - Jeff Daniels – Godless - Robert De Niro – The Wizard of Lies - Geoffrey Rush – Genius | Bästa kvinnliga skådespelare i en TV-film eller miniserie - Nicole Kidman – Big Little Lies - Laura Dern – Big Little Lies - Jessica Lange – Feud: Bette and Joan - Susan Sarandon – Feud: Bette and Joan - Reese Witherspoon – Big Little Lies |
| Bästa rollbesättning i en dramaserie - This Is Us – Eris Baker, Alexandra Breckenridge, Sterling K. Brown, Lonnie Chavis, Justin Hartley, Faithe Herman, Ron Cephas Jones, Chrissy Metz, Mandy Moore, Chris Sullivan, Milo Ventimiglia, Susan Kelechi Watson och Hannah Zeile - The Crown – Claire Foy, Victoria Hamilton, Vanessa Kirby, Anton Lesser och Matt Smith - Game of Thrones – Alfie Allen, Jacob Anderson, Pilou Asbæk, Hafþór Júlíus Björnsson, John Bradley, Jim Broadbent, Gwendoline Christie, Emilia Clarke, Nikolaj Coster-Waldau, Liam Cunningham, Peter Dinklage, Richard Dormer, Nathalie Emmanuel, James Faulkner, Jerome Flynn, Aidan Gillen, Iain Glen, Kit Harington, Lena Headey, Isaac Hempstead Wright, Conleth Hill, Kristofer Hivju, Tom Hopper, Anton Lesser, Rory McCann, Staz Nair, Richard Rycroft, Sophie Turner, Rupert Vansittart och Maisie Williams - The Handmaid's Tale – Madeline Brewer, Amanda Brugel, Ann Dowd, O.T. Fagbenle, Joseph Fiennes, Tattiawna Jones, Max Minghella, Elisabeth Moss, Yvonne Strahovski och Samira Wiley - Stranger Things – Sean Astin, Millie Bobby Brown, Cara Buono, Joe Chrest, Catherine Curtin, Natalia Dyer, David Harbour, Charlie Heaton, Joe Keery, Gaten Matarazzo, Caleb McLaughlin, Dacre Montgomery, Paul Reiser, Winona Ryder, Noah Schnapp, Sadie Sink och Finn Wolfhard | |
| Bästa rollbesättning i en komediserie - Veep – Dan Bakkedahl, Anna Chlumsky, Gary Cole, Margaret Colin, Kevin Dunn, Clea Duvall, Nelson Franklin, Tony Hale, Julia Louis-Dreyfus, Sam Richardson, Paul Scheer, Reid Scott, Timothy Simons, Sarah Sutherland och Matt Walsh - Black-ish – Anthony Anderson, Miles Brown, Deon Cole, Laurence Fishburne, Jenifer Lewis, Peter Mackenzie, Marsai Martin, Jeff Meacham, Tracee Ellis Ross, Marcus Scribner och Yara Shahidi - GLOW – Britt Baron, Alison Brie, Kimmy Gatewood, Betty Gilpin, Rebekka Johnson, Chris Lowell, Sunita Mani, Marc Maron, Kate Nash, Sydelle Noel, Marianna Palka, Gayle Rankin, Bashir Salahuddin, Rich Sommer, Kia Stevens, Jackie Tohn, Ellen Wong och Britney Young - Orange Is the New Black – Uzo Aduba, Emily Althaus, Danielle Brooks, Rosal Colon, Jackie Cruz, Francesca Curran, Daniella De Jesus, Lea DeLaria, Nick Dillenburg, Asia Kate Dillon, Beth Dover, Kimiko Glenn, Annie Golden, Laura Gómez, Diane Guerrero, Evan Arthur Hall, Michael J. Harney, Brad William Henke, Mike Houston, Vicky Jeudy, Kelly Karbacz, Julie Lake, Selenis Leyva, Natasha Lyonne, Taryn Manning, Adrienne C. Moore, Miriam Morales, Kate Mulgrew, Emma Myles, John Palladino, Matt Peters, Jessica Pimentel, Dascha Polanco, Laura Prepon, Jolene Purdy, Elizabeth Rodriguez, Nick Sandow, Abigail Savage, Taylor Schilling, Constance Shulman, Dale Soules, Yael Stone, Emily Tarver, Michael Torpey och Lin Tucci - Simma lugnt, Larry! – Ted Danson, Larry David, Susie Essman, Jeff Garlin, Cheryl Hines och J.B. Smoove | |
| Bästa stuntensemble i en TV-serie - Game of Thrones - GLOW - Homeland - Stranger Things - The Walking Dead | |

### Screen Actors Guild Life Achievement Award
- Morgan Freeman